# سمير عبد العزيز النجم
سمير عبد العزيز النجم هو سياسي عراقي، تخرج من كلية الحقوق شغل مناصب رفيعة عدة في عهد الرئيس الراحل صدام حسين وكان سفير العراق في مصر، إسبانيا، وتركيا وروسيا. ونائب لرئيس ديوان الرئاسة وبعدها عضوا في قيادة قطر العراق لحزب البعث العربي الاشتراكي ومسؤولا عن تنظيمات محافظة ديالى للحزب حتى عام 2003. كان آخر من شغل منصب وزير النفط قبل احتلال العراق، حيث خلف عامر محمد رشيد في كانون الثاني عام 2003.

## حياته
ولد في عام 1937 في بغداد لعائلة عربية سنية عريقة معروفة ذات مكانة اجتماعية مميزة أصولها من مدينة عانة، عمل والده في دائرة الضريبة كمخمن ضرائب، كما كان تاجر قماش وأصباغ ومقاولات عامة . أما والدته فهي من عشيرة العزة الاجودية. وهو متزوج، وله من الاخوة (طارق، حسام، فاروق، رياض) . كان سكن عائلته في طفولته بمنطقة الاعظمية. قبض عليه عام 1959 بعد اشتراكه مع صدام حسين ورفاقهم البعثيين بمحاولة اغتيال عبد الكريم قاسم. وقد اصيب بجروح خلال المحاولة ونجا بعد ذلك من الموت، وقد عفا قاسم عن النجم ورفاقه.
في أعقاب غزو العراق من قبل الولايات المتحدة والقوات المتحالفة معها في 2003، أنه كان يصور بوصفه ورقة الأربعة من أوراق اللعب. وجدت أصول مالية له وبإشراف الأمم المتحدة حسب قرار مجلس الأمن 1483 انه «مسؤول كبير» نقلت هذه الأصول إلى صندوق تنمية العراق.
ألقي القبض عليه من قبل قوات البيشمركة الكردية قرب الموصل في أبريل 2003.

وهو الآن في السجن الواقع في منطقة الكاظمية والذي يسمى (الشعبة الخامسة) والتي كانت دائرة استخبارات في عهد الرئيس الراحل صدام حسين. حكم عليه بتأريخ 26 أكتوبر 2010 بالحبس مدى الحياة ومصادرة أمواله المنقولة وغير المنقولة.